# Alex Van Halen
Alexander Arthur "Alex" Van Halen (Nijmegen, 1953. május 8. –) holland származású amerikai zenész, aki a Van Halen hard rock együttes dobosaként és társalapítójaként vált ismertté. Alex Van Halen az együttes úttörő gitárosának Eddie Van Halennek a bátyja. Kezdetben Alex vett gitárórákat, míg Eddie a dobokat választotta, de miután kiderült hogy Alexnek nagyobb érzéke van a dobokhoz, és ügyesebben játszik rajta mint Eddie, hangszereket cseréltek.
A két testvér 1974-ben alapított zenekart kiegészülve David Lee Roth énekessel és Michael Anthony basszusgitárossal. Az együttest egyszerűen Van Halen-re keresztelték, majd több évnyi klubkoncertezést követően 1977-ben szerződtek le a Warnerhez. Debütáló lemezük 1978-ban jelent meg, amelyet multiplatina albumok egész sora követett. Az együttes pályafutásában a két testvér az egyetlen, akik a zenekar teljes időtartama alatt tagok voltak.

## Életrajz

### Korai évek
A zenész 1953-ban született Nijmegenben. Az apja Jan Van Halen volt (1920-1986), egy tehetséges jazz szaxofonos és klarinétos. Édesanyját Eugenianak (1914-2005) hívták, aki  indonéz származású volt. Gyermekkorát Hollandia keleti részén Nijmegen városában töltötte. A család 1962-ben költözött a Kalifornia állambeli Pasadenába. Gyerekkora folyamán öccsével együtt klasszikus zongora taníttatásban részesült. Alex profi dobosként ismert zenei törekvéseit gitárosként kezdte, míg a testvére Eddie a dobokat választotta. Egy idő után hangszeret cserélt a két testvér, miután kiderült hogy ügyesebb a dobok mögött. Amikor Eddie meghallotta, hogy a bátyja a The Surfaris együttes Wipe Out dalának a dobszólóját játssza, elhatározta, hogy megtanulja a szám elektromos gitár részeit. Alex ekkori példaképe a Budgie dobosa Ray Phillips volt.
Ezt követően megalakították első zenekarukat, amelyben rajtuk kívül még három tag játszott. A The Broken Combs névre keresztelt zenekar a pasadenai Hamilton Általános Iskola edébidőiben lépett fel. Alex ekkortájt döntött úgy, hogy a profi zenei karriert válassza. 1971-ben diplomát szerzett s Pasadena High School falai között. Ezt követően egy rövid ideig a Pasadena City College hallgatója lett, ahol többek között zeneelméletet is tanult. Itt találkozott Michael Anthony-val és David Lee Roth-al, a Van Halen későbbi zenészeivel.

### Zenei karrier
Profi karrierje előtt Eddie Van Halen társaságában több zenekaruk is volt. Ezek közé tartozott a The Broken Combs, és a The Space Brothers & Mammoth Chammoth. 1972-ben Mark Stone basszusgitárossal megalapították a Mammoth együttest, ahol még Eddie énekelt a gitározás mellett. Az együttes ekkortájt David Lee Roth-tól bérelte a fellépések szükséges felszerelését. Nem sokkal később Eddie úgy döntött, hogy felhagy az énekléssel, és elhatározták hogy Lee Roth-ot beveszik a zenekarba, annak ellenére, hogy különösebben nem kedvelték az énekest. Bevételével viszont olcsóbban tudtak koncerteket adni. 1977-ben David Stone basszusgitárost Michael Anthony váltotta fel, a zenekart pedig átkeresztelték Van Halenre, mivel a Mammoth már foglalt volt. A név ötletét David Lee Roth szerint ő maga ajánlotta, míg Alex emlékei szerint az ő ötlete volt a Van Halen név felvétele. Ekkoriban a dobos irányította az együttes vezető feladatait, többek között a koncertek lekötését is.
Címnélküli első lemezüket 1978-ban adták ki, amely felbecsülhetetlen hatással volt a későbbi hard rock együttesekre. A "brown sound"  kifejezést Eddie Van Halen gitárhangzásához szokás kapcsolni, valójában ezt Alex találta ki a pergő hangzására. A koncertek alkalmával kiváló előadóművészként játszott, miközben pirotechnikával kiegészített agresszív dobszólókat mutatott be. Az egyetlen olyan szereplése, amely nem a Van Halenhez kapcsolódik a Twister filmzenéjén való közreműködése volt. Az instrumentális Respect the Wind című számban (amelyet 1997-ben jelöltek a Legjobb Rock Instrumentális Előadás Grammy díjra) Alex zongorázik. A dalt felhasználták a Twister sondtrack lemezére. Alex 1983 márciusa óta a  Paiste márkájú cintányérok endorsere. A cég együttműködésével továbbfejlesztette a márkát, amelyet a 2010-es téli NAMM Show keretein belül be is mutattak.

### Hatásai
Stílusára olyan dobosok voltak hatással, mint John Bonham, Ginger Baker és Keith Moon, de rajtuk kívül megemlítette a jazz ütős Buddy Rich munkásságát is, amely a korai éveitől napjainkig befolyást gyakorol rá. Alex sok későbbi dobosra volt hatással, kétlábdobos technikája számos későbbi zenészt inspirált.

### Magánélete
Házasságban él, 1983 júniusában  vette feleségül Valeri Kendall-t. A házasság két hónap után szakítással fejeződött be. Fia van: Aric Van Halen (született: 1989. október 6.) akinek anyja Kelly Carter. Tőle 1996 augusztusában  vált el 12 évnyi házasság után. Jelenlegi felesége Stine Schyberg, akivel 2000 óta él együtt. A Van Halen jelenlegi basszusgitárosának Wolfgang Van Halennek a nagybátyja, aki Eddie fia. Eddie 2009-es esküvőjén felszentelt lelkész volt.

## Diszkográfia
Stúdióalbumok
- 1978 – Van Halen
- 1979 – Van Halen II
- 1980 – Women and Children First
- 1981 – Fair Warning
- 1982 – Diver Down
- 1983 – 1984
- 1986 – 5150
- 1988 – OU812
- 1991 – For Unlawful Carnal Knowledge
- 1994 – Balance
- 1998 – Van Halen III
- 2012 – Different Kind of Truth